# Everybody Dance (chanson)
Pour l’article homonyme, voir Everybody Dance.
Singles de Chic
Dance, Dance, Dance (Yowsah, Yowsah, Yowsah)
(1977) Le Freak
(1978)
Clip vidéo
[vidéo] « Everybody Dance », sur YouTube
Everybody Dance est une chanson du groupe américain Chic issue de leur premier album éponyme, sortie en tant que deuxième single de Chic en avril 1978. Elle met en vedette la chanteuse Norma Jean Wright avec Luther Vandross, Diva Gray et Robin Clark aux chœurs.
Le single a obtenu le succès, atteignant la 1re place du classement américain Billboard Disco, le top 10 en Irlande et au Royaume-Uni ainsi que le top 40 au Billboard 200 américain.

## Liste des titres
Toutes les chansons sont écrites et composées par Bernard Edwards et Nile Rodgers.
| A. | Everybody Dance | 3:30 |
| B. | You Can Get By  | 3:59 |

| A. | Everybody Dance       | 3:30 |
| B. | Est-ce que c'est chic | 3:38 |

| A. | Everybody Dance | 8:25 |
| B. | You Can Get By  | 5:20 |

## Classements et certifications

### Classements hebdomadaires
| Classement (1978)              | Meilleure position |
| ------------------------------ | ------------------ |
| Canada (RPM Top Singles)       | 45                 |
| Canada (RPM Top Disco)         | 7                  |
| États-Unis (Hot 100)           | 38                 |
| États-Unis (Dance Club Songs)  | 1                  |
| États-Unis (R&B/Hip-Hop Songs) | 12                 |
| Irlande (IRMA)                 | 6                  |
| Royaume-Uni (UK Singles Chart) | 9                  |

### Certifications
| Région                                   | Certification | Ventes/Streams |
| ---------------------------------------- | ------------- | -------------- |
| Royaume-Uni (BPI)                        | Argent        | 200 000‡       |
| ‡ventes/streaming selon la certification |               |                |

## Reprises
Années 2000
- En 1993, le chanteur américain RuPaul a enregistré une version de la chanson sur son premier album Supermodel of the World.
- En 1993, le groupe de dance britannique Evolution a eu un succès au Royaume-Uni dans le Top 20 avec une reprise house de Everybody Dance, sorti sur le label Deconstruction Records (en).

Années 2000
- En 2007, la chanteuse canadienne Deborah Cox a repris la chanson sous le titre Everybody Dance (Clap Your Hands), en incorporant un échantillon des voix de la chanson originale. La chanson a brièvement atteint le classement américain Hot Dance Club Songs, culminant à la 17e place.

Années 2010
En 2011, la chanteuse anglaise Kimberley Walsh a repris la chanson pour le film britannique Horrible Henry : Le Film (en).